# The Marshall Tucker Band
The Marshall Tucker Band sono un gruppo musicale statunitense di southern rock attivo dal 1972 e originario della Carolina del Sud. La band ha contribuito alla diffusione del southern rock nei primi anni settanta. 
Formata e diretta da due fratelli, Toy e Tommy Caldwell, la Marshall Tucker Band, insieme a Lynyrd Skynyrd e The Allman Brothers Band è risultata essere la più importante e influente rappresentante del rock sudista.

## Formazione
Formazione attuale
- Doug Gray
- Marcus James Henderson
- Chris Hicks
- Rick Willis
- Pat Ellwood
- B.B. Borden

Formazione originale (1972)
- Toy Caldwell - chitarra solista, chitarra slide, voce
- Doug Gray - voce
- Jerry Eubanks - tastiere, sax, flauto, voce
- George McCorkle - chitarra ritmica, banjo
- Tommy Caldwell - basso, batteria, voce
- Paul Riddle - batteria

## Discografia
Album in studio
- 1973 - The Marshall Tucker Band
- 1974 - A New Life
- 1974 - Where We All Belong
- 1975 - Searchin' for a Rainbow
- 1976 - Long Hard Ride
- 1977 - Carolina Dreams
- 1978 - Together Forever
- 1979 - Running Like the Wind
- 1980 - Tenth
- 1981 - Dedicated
- 1982 - Tuckerized
- 1983 - Just Us
- 1983 - Greetings from South Carolina
- 1988 - Still Holdin' On
- 1990 - Southern Spirit
- 1992 - Still Smokin'
- 1993 - Walk Outside the Lines
- 1998 - Face Down in the Blues
- 1999 - Gospel
- 2004 - Beyond the Horizon
- 2005 - Carolina Christmas
- 2007 - The Next Adventure
- 2011 - The Marshall Tucker Band's Doug Gray: Soul of the South

Raccolte
- 1978 - Greatest Hits
- 1994 - The Best of The Marshall Tucker Band - The Capricorn Years
- 1996 - Country Tucker
- 1997 - The Encore Collection
- 1997 - M.T. Blues
- 2005 - The Marshall Tucker Band Anthology: The First 30 Years
- 2006 - Where a Country Boy Belongs
- 2008 - Collector's Edition
- 2009 - Love Songs
- 2009 - Essential 3.0
- 2011 - Greatest Hits

Live
- 2003 - Stompin' Room Only
- 2006 - Live on Long Island 04-18-80
- 2007 - Carolina Dreams Tour '77
- 2010 - Way Out West! Live from San Francisco 1973
- 2013 - Live! From Spartanburg, South Carolina